# District Sălaj
Sălaj (Hongaars: Szilágy) is een Roemeens district (județ) in de historische regio Transsylvanië, met als hoofdstad Zalău (71.580 inwoners). De gangbare afkorting voor het district is SJ.

## Geschiedenis
De bestuurlijke indeling van het gebied is in de loop van de geschiedenis vaak gewijzigd. Voor 1876 lagen er in het gebied de oude Hongaarse graafschappen Kraszna en Közép-Szolnok die als Partium onderdeel uitmaakten van het vorstendom Transsylvanië. In 1876 werd het comitaat Szilágy gevormd onder het Koninkrijk Hongarije dat toen onderdeel was van de Oostenrijks-Hongaarse monarchie. In 1918 bezetten de Roemenen het gebied en in 1920 werd na het verdrag van Trianon het gebied definitief toegewezen aan Roemenië. Het district Salaj werd binnen Roemenië kleiner, de westelijke delen kwamen bij Bihor. Tussen 1940 en 1944 werd de regio heroverd door Hongarije maar na de Tweede Wereldoorlog kwam het gebied weer toe aan Roemenië. De Roemenen verschoven het hele district toen naar het oosten. De westelijke delen werden bij de districten Satu Mare en Bihor gevoegd terwijl het district aan de oostzijde delen van andere districten kreeg toegevoegd. Tussen 1952 en 1968 verdween het district van de kaart en werd het verdeeld over vier andere districten. Daarna werd in 1968 de huidige vorm van het district bepaald.

## Demografie
In het jaar 2011 had Sălaj 217.895 inwoners en een bevolkingsdichtheid van 64 inwoners per km².

### Bevolkingsgroepen

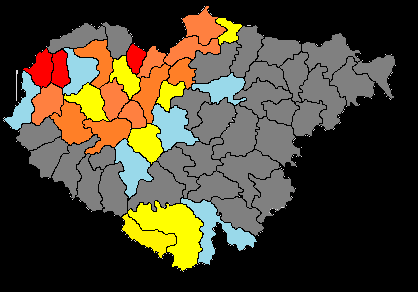
De Hongaren in het district Salaj tijdens de volkstelling van 2011. Rood = Aandeel Hongaren boven 80%, Oranje = Hongaarse meerderheid tussen 50 - 79%, Geel = Hongaarse minderheid boven 20%, Blauw = Hongaarse minderheid tussen 10 - 20%, Grijs = Hongaarse minderheid onder de 10%.

De Roemenen zijn de meerderheid. De Hongaarse minderheid is in 2002 met 23,58% van de bevolking de grootste minderheid.
In het westen van het district (Szilágyság) vormen de Hongaren in diverse gemeenten de meerderheid van de bevolking. De gemeente met de grootste groep Hongaren binnen haar grenzen is Zalău met bijna 9000 Hongaren.
In 2011 was volgens de volkstelling de bevolking 224.384 personen.
- 148.396 Roemenen (66%)
- 50.177 Hongaren (22%)
- 15.004 Roma (7%)
- 9.467 onbekende nationaliteit
- 1.118 Slowaken (0,5%)

### Gemeenten met een Hongaarse meerderheid
Op basis van gegevens van de volkstelling van 2011 hebben de volgende gemeenten een Hongaarstalige meerderheid:
Stad
- Cehu Silvaniei

Gemeenten
- Boghiș
- Camăr
- Carastelec
- Coșeiu
- Crasna
- Dobrin
- Hereclean
- Ip
- Nușfalău
- Pericei
- Sălățig
- Șamșud
- Sărmășag
- Vârșolț

Deze gemeenten behoren tot de Hongaarse etnografische streek Szilágyság, samen met de gemeenten Hodod en Bogdand in het district Satu Mare.
De gemeente Meseșenii de Jos (Magyarkecel) kent een grote Hongaarse minderheid, in de hoofdkern zijn de Hongaren in de meerderheid.
Verder liggen de gemeenten Almașu (Váralmás) en Fildu de Jos (Alsófüld) in het district, deze behoren traditioneel tot de etnografische regio Kalotaszeg en kennen ook grote Hongaarse minderheden.

## Geografie
Het district heeft een oppervlakte van 3864 km².

## Aangrenzende districten
- Bihor in het westen
- Satu Mare in het noordwesten
- Maramureș in het noordoosten
- Mureș in het zuidoosten

## Steden
- Zalău
- Șimleu Silvaniei
- Jibou
- Cehu Silvaniei